# Calendário copta
O calendário copta, também conhecido como calendário alexandrino, é o calendário litúrgico do rito alexandrino, utilizado principalmente pela Igreja Ortodoxa Copta, mas também por egípcios modernos em menor extensão. O calendário foi introduzido pelo faraó Ptolomeu III Evérgeta através do Decreto de Canopo em 238 a.C., baseado nos calendários egípcio e juliano. Esta reforma, contudo, foi rejeitada pelos sacerdotes egípcios, sendo adotado apenas em 25 a.C., por decreto de Augusto. Para distingui-lo do antigo calendário egípcio, utilizado por alguns astrônomos até a Idade Média, é conhecido como calendário copta. Seus anos e meses coincidem com o calendário etíope, mas têm diferentes nomes e números.

## Ano copta

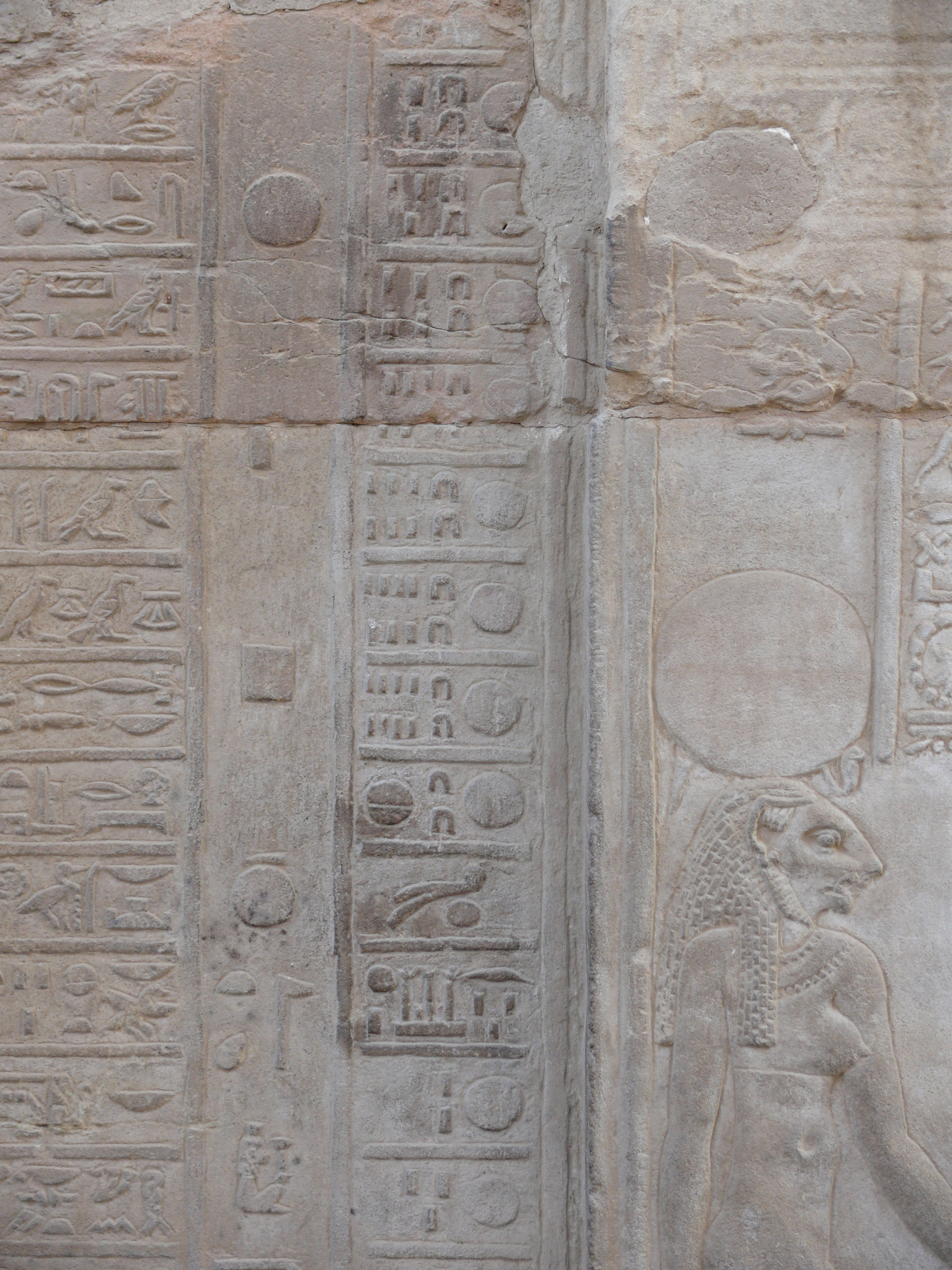
Calendário egípcio no Templo de Com Ombo, ainda sem menção aos cinco dias epagomenais

O ano copta é uma extensão do antigo ano egípcio, retendo sua divisão entre três estações, cada uma com quatro meses, cada mês com 30 dias, assomando-se um mês adicional com cinco ou seis dias. Este mês adicional, chamado Pi Kogi Enavot, dura cinco dias em anos comuns e seis em anos bissextos, sendo tecnicamente conhecido como mês intercalar ou dias epagomenais. O ano bissexto copta funciona como o ano juliano, com a adição de um dia a cada quatro anos, sem exceções, o que crescentemente cria distância com o ano gregoriano. As três estações são comemoradas por orações especiais no rito alexandrino.
A festa de Neyrouz (em árabe: نيروز) marca o primeiro dia do calendário árabe. O nome da festa é uma confusão histórica, resultada da confusão por parte dos árabes originada na expressão copta Ni-Yarouou ("festa dos rios"), que foi traduzida para o grego e posteriormente confundida com a expressão persa Nowruz (em persa: نوروز), denotando o ano novo no calendário persa. A data cai sempre no primeiro dia do mês Thout, e é celebrada com hinos pela Igreja Ortodoxa Copta. Entre 1901 e 2098, a data cai em 11 de setembro, exceto em anos bissextos gregorianos, quando se situai em 12 de setembro.
Anos coptas são contados a partir de 284, ano em que Diocleciano se tornou imperador romano, iniciando uma era marcada pela Grande Perseguição, com torturas e execuções em massa de cristãos, especialmente no Egito. Por isto, o ano copta é identificado pela expressão Anno Martyrum (em latim, "do ano dos mártires"), sendo abreviado por A. M. assim como o Anno Mundi de outros calendários, mas tendo outro significado.

## Meses e estações
Abaixo, uma lista com os meses e estações do ano copta. Há uma variedade de pronúncias em uso por cristãos coptas na diáspora, a qual não será explorada aqui, limitando-se, pois, às transliterações diretas dos nomes dos meses nos dois principais dialetos da língua copta (saídico e boáirico) e no árabe moderno.
| Número | Nome                        | Nome                    | Nome             | Equivalentes gregorianos em anos comuns (1901 - 2099) | Temporada                                                    | Significado do nome                                          |
| Número | Boáirico                    | Saídico                 | Árabe            | Equivalentes gregorianos em anos comuns (1901 - 2099) | Temporada                                                    | Significado do nome                                          |
| ------ | --------------------------- | ----------------------- | ---------------- | ----------------------------------------------------- | ------------------------------------------------------------ | ------------------------------------------------------------ |
| 1      | Ⲑⲱⲟⲩⲧ Thōut                 | Ⲑⲟⲟⲩⲧ Thout             | توت Tūt          | 11 de setembro – 10 de outubro                        | Akhet (inundação)                                            | Tot, deus da sabedoria e da ciência                          |
| 2      | Ⲡⲁⲟⲡⲓ Paopi                 | Ⲡⲁⲱⲡⲉ Paōpe             | بابة Bābah       | 11 de outubro – 9 de novembro                         | Akhet (inundação)                                            | Hapi, deusa do Nilo                                          |
| 3      | Ⲁⲑⲱⲣ Athōr                  | Ϩⲁⲑⲱⲣ Hathōr            | هاتور Hātūr      | 10 de novembro – 9 de dezembro                        | Akhet (inundação)                                            | Hator, deusa da beleza e do amor                             |
| 4      | Ⲭⲟⲓⲁⲕ Khoiak                | Ⲕⲟⲓⲁⲕ Koiak             | كيهك Kiyahk      | 10 de dezembro – 8 de janeiro                         | Akhet (inundação)                                            | "Bem do bem", Ápis                                           |
| 5      | Ⲧⲱⲃⲓ Tōbi                   | Ⲧⲱⲃⲉ Tōbe               | طوبة Ṭūbah       | 9 de janeiro – 7 de fevereiro                         | Proyet, Peret ou Poret (crescimento, da natureza e da chuva) | Amso Khem, formam de Ámon                                    |
| 6      | Ⲙⲉϣⲓⲣ Meshir                | Ⲙϣⲓⲣ Mshir              | أمشير Amshīr     | 8 de fevereiro – 9 de março                           | Proyet, Peret ou Poret (crescimento, da natureza e da chuva) | "Incensador", gênio do vento                                 |
| 7      | Ⲡⲁⲣⲉⲙϩⲁⲧ Paremhat           | Ⲡⲁⲣⲙ̀ϩⲟⲧⲡ Parm-hotp      | برمهات Baramhāt  | 10 de março – 8 de abril                              | Proyet, Peret ou Poret (crescimento, da natureza e da chuva) | Montu, deus da guerra                                        |
| 8      | Ⲫⲁⲣⲙⲟⲩⲑⲓ Pharmuthi          | Ⲡⲁⲣⲙⲟⲩⲧⲉ Parmute        | برمودة Baramūdah | 9 de abril – 8 de maio                                | Proyet, Peret ou Poret (crescimento, da natureza e da chuva) | Renno, severe wind and death (vegetation ends; earth is dry) |
| 9      | Ⲡⲁϣⲟⲛⲥ Pashons              | Ⲡⲁϣⲟⲛⲥ Pashons          | بشنس Bashans     | 9 de maio – 7 de junho                                | Shomu ou Shemu (colheita)                                    | Khenti-Amentiu, forma de Hórus e deus dos metais             |
| 10     | Ⲡⲁⲱⲛⲓ Paōni                 | Ⲡⲁⲱⲛⲉ Paōne             | بؤونة Ba’ūnah    | 8 de junho – 7 de julho                               | Shomu ou Shemu (colheita)                                    | "Festa do vale"                                              |
| 11     | Ⲉⲡⲓⲡ Epip                   | Ⲉⲡⲓⲡ Epip               | أبيب Abīb        | 8 de julho – 6 de agosto                              | Shomu ou Shemu (colheita)                                    | Apep, serpente morta por Hórus                               |
| 12     | Ⲙⲉⲥⲱⲣⲓ Mesōri               | Ⲙⲉⲥⲱⲣⲏ Mesōrē           | مسرى Masrá       | 7 de agosto – 5 de setembro                           | Shomu ou Shemu (colheita)                                    | Nascer do sol                                                |
| 13     | Ⲡⲓⲕⲟⲩϫⲓ ⲛ̀ⲁ̀ⲃⲟⲧ Pikugi n-abot | Ⲕⲟⲩϫⲓ ⲛ̀ⲁ̀ⲃⲟⲧ Kugi n-abot | نسيئ Nasī’       | 6 a 10 de setembro                                    | Shomu ou Shemu (colheita)                                    | "O pequeno mês"                                              |